# Laudevis Marrero
Laudevis Marrero (Naranjito, 4 agosto 1987) è una pallavolista portoricana.
Gioca nel ruolo di centrale nelle Polluelas de Aibonito.

## Carriera
La carriera di Laudevis Marrero inizia nella stagione 2004, quando debutta nella Liga de Voleibol Superior Femenino con la maglia delle Llaneras de Toa Baja: resta legata alla franchigia per ben sette annate, venendo premiata come Rising star nel campionato 2005 e vincendo lo scudetto nella stagione 2009; sempre nel 2009 viene convocata per la prima volta nella nazionale portoricana, facendo il suo debutto al World Grand Prix.
Dopo aver giocato con le Gigantes de Carolina nei campionati 2011 e 2012, nella stagione 2013 passa alle Indias de Mayagüez, con le quali si aggiudica il secondo scudetto della sua carriera. Nella stagione seguente passa alle Lancheras de Cataño.
Dopo un'annata di inattività, nella stagione 2016 torna in campo con le Valencianas de Juncos, che lascia a metà annate, per poi firmare con le Criollas de Caguas, dove gioca per circa un mese senza concludere l'annata. Nella stagione seguente approda alle neonate Polluelas de Aibonito.

## Palmarès

### Club
- Campionato portoricano: 2

2009, 2013

### Premi individuali
- 2005 - Liga de Voleibol Superior Femenino: Rising star